# Монте-Сан-Б'яджо
Монте-Сан-Б'яджо (італ. Monte San Biagio) — муніципалітет в Італії, у регіоні Лаціо,  провінція Латина.
Монте-Сан-Б'яджо розташоване на відстані близько 95 км на південний схід від Рима, 40 км на схід від Латини.
Населення — 6332 особи (2014).

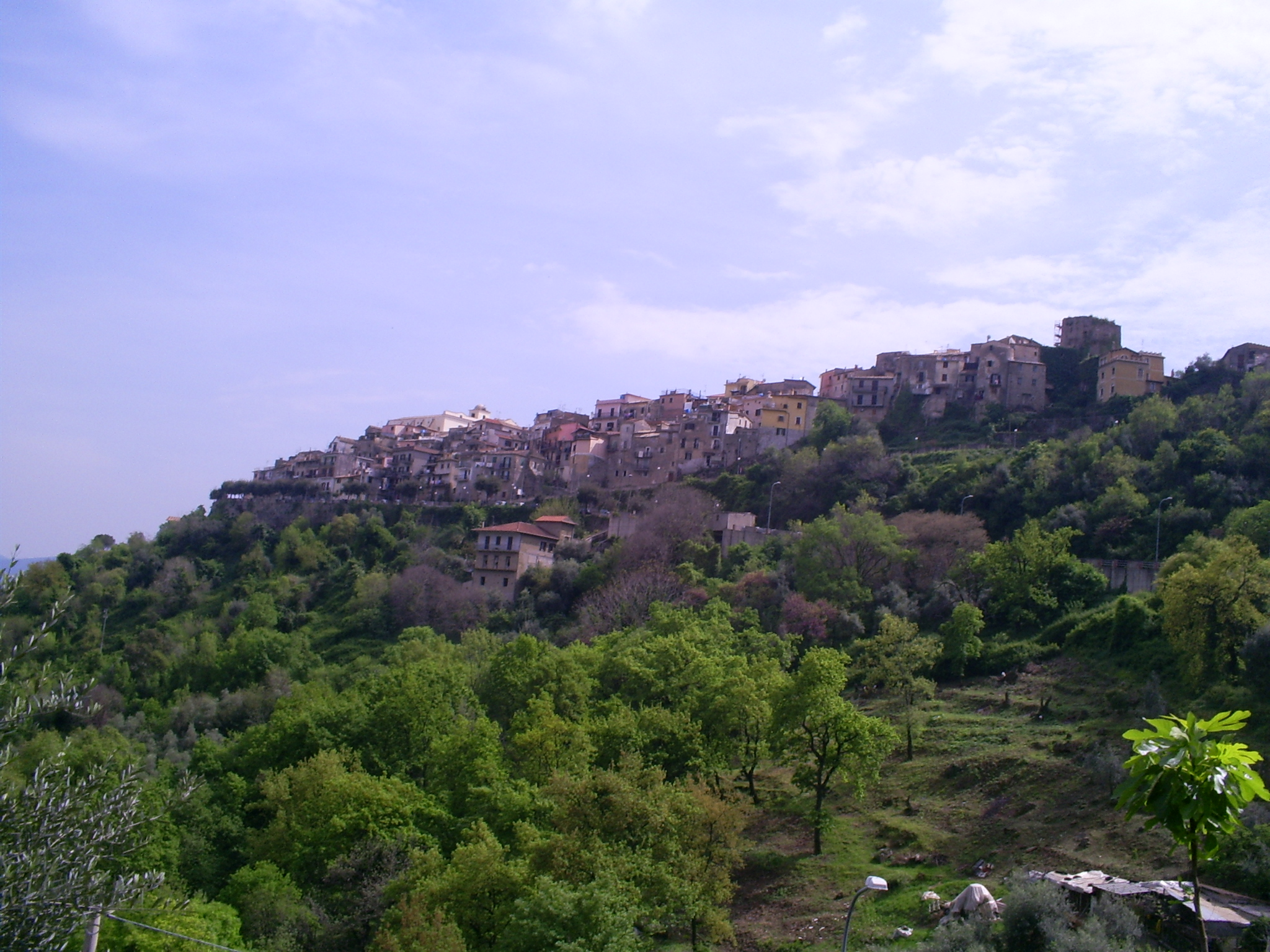

Щорічний фестиваль відбувається 3 лютого. Покровитель — святий Власій.

## Демографія
Населення за роками:

Станом на 1 січня 2023 року в муніципалітеті офіційно проживало 413 іноземців з 33 країн, серед них 40 громадян країн Євросоюзу та 14 громадян України.

## Уродженці
- Андреа Карневале (*1961) — відомий у минулому італійський футболіст, нападник.

## Сусідні муніципалітети
- Амазено
- Фонді
- Сонніно
- Террачина
- Валлекорса